# 淺間號裝甲巡洋艦
浅间号装甲巡洋舰（あさま）是旧日本海軍的一等巡洋舰（装甲巡洋舰），为浅间级装甲巡洋舰的首舰。由于当时的日本尚缺乏建造装甲巡洋舰的工业能力，本舰为日本向英国订购、由英国阿姆斯特朗-惠特沃斯公司建造。浅间号是日本六六艦隊计划中所要求的最早一批装甲巡洋舰，参加了日俄战争中的诸多海战。
本舰舰名来源于群馬縣与长野县之间的淺間山，是日本海军中第二艘使用“浅间”这个名字的军舰。初代浅间号为明治初期的一艘护卫舰。

## 建造背景
在中日甲午战争结束后，1896年日本方面提出了雄心勃勃的海军扩张计划，要求海军的战列舰以及装甲巡洋舰各要达到4艘，其中即包括了浅间号。由于当时日本欠缺必需的工业能力，所有这些大型军舰都必须向外国购买。而另一方面俄羅斯帝國海軍也在积极扩充海军力量，使得日本认为原定的计划将不足以对抗俄国的海军力量。但是日本迫于经费不足，无力再购置更多的战列舰，因此日本方面转而寻求购买价格相对低廉的装甲巡洋舰，预计要再添购两艘使总数达到6艘。这份经过修订的海军军备计划日后即称为六六艦隊计划；计划要求的6艘装甲巡洋舰中，包括浅间号在内有4艘都是交由英国的阿姆斯特朗-惠特沃斯公司建造。
日本订购的这几艘巡洋舰，包括浅间在内都与当时世界上流行的用途不同：其并非用于交通线破袭或者是殖民地防卫；而是为了给主力舰充当前出侦察，必要时也会用于组成战列线进行主力会战。
浅间的主炮为阿姆斯特朗公司制造的4门45倍径203毫米（8英寸）火炮，分别安装在艏艉两座椭圆形的双联装炮塔内。炮塔为电力操作，可以左右旋转130度，最大仰角30度、最大俯角5度。炮弹重量113千克，发射速度每分钟1.2发。最大仰角下射程为1万8000米。备弹65发；装弹时需要穿过炮塔地板和甲板的舱门，用电动绞车将炮弹从舰内的弹药库提取上来；装填为人力操作。
舰上另有14门152毫米（6英寸）单装副炮，分散布置在主甲板和上层甲板上；其中安装在上层甲板上的152毫米副炮装有炮盾。最大仰角20度、最大俯角5度；炮弹重量100英磅（45），射速每分钟5发。最大仰角下射程为9140米。另外为了应对水雷艇的威胁，舰上还安装了12门76毫米速射炮和8门47毫米速射炮。舰上还装设了5具鱼雷发射管，舰艏一座、舷侧水下4座。配套使用的三〇式鱼雷弹头为100千克，有三种速度设置：27节下800米、23.6节下1000米，以及14.2节下3000米。

## 舰历

### 建成

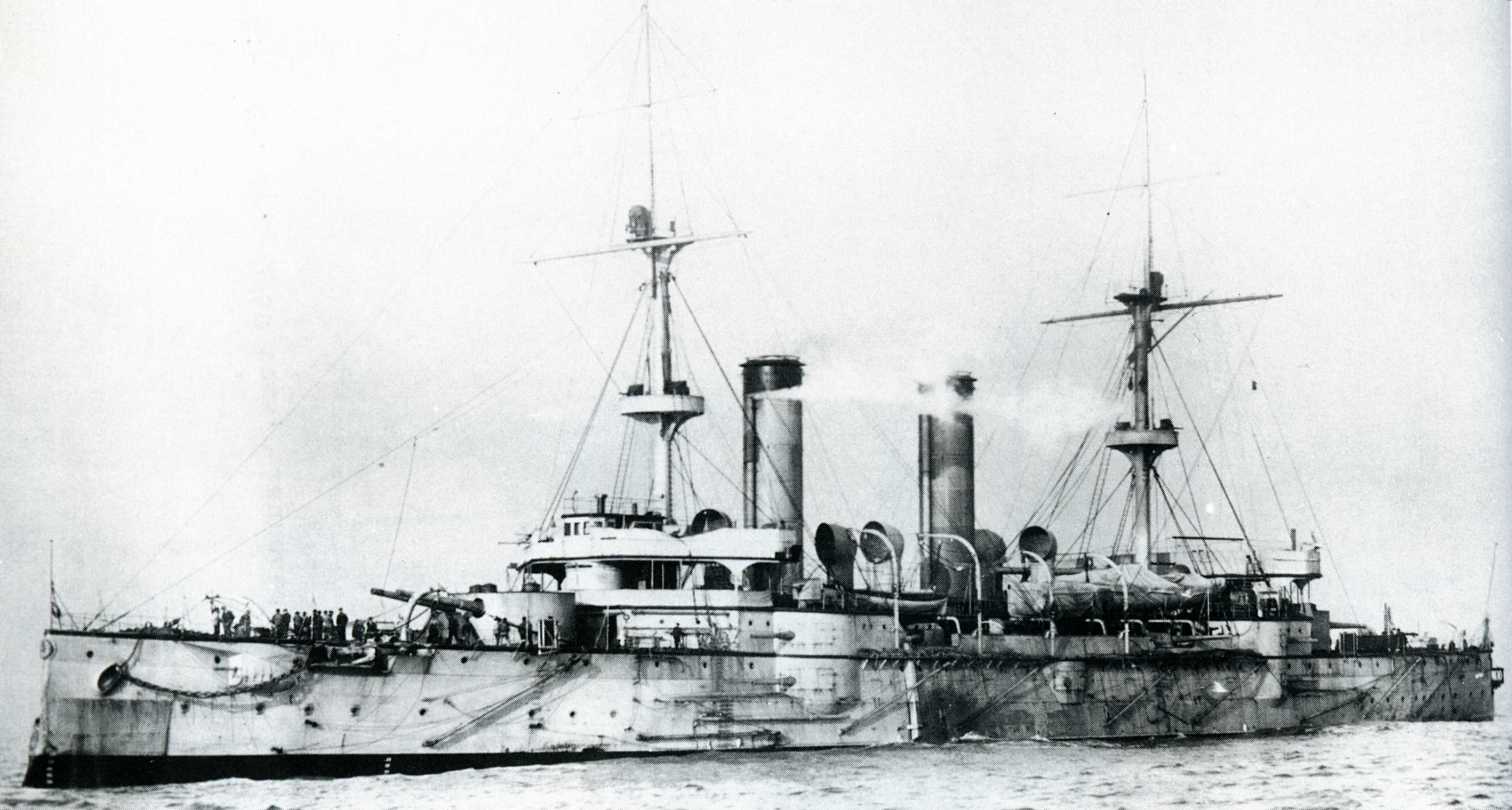
建成后停泊中的浅间号

日本方面与阿姆斯特朗公司于1897年（明治30年）7月6日正式签订合同建造浅间；不过早在1896年10月20日，不等正式的合同，阿姆斯特朗公司就已经提前开始建造了。浅间于1898年3月22日下水，并于1899年3月18日服役，建成次日便启程返回日本，5月17日抵达横须贺。
1900年4月28-30日，浅间作为明治天皇的御召舰参加了在神户举行的大演习。同年6月，日本方面出兵参加八国联军镇压义和团运动（日方称“义和团之乱”或“北清事变”），6月22日，浅间在内的日本海军舰艇连同英、德、俄、意、奥各国海军进攻大沽。
1902年6月，浅间、高砂在伊集院五郎海军少将的率领下赴英国，参加8月16日举行的英王爱德华七世的加冕典礼阅舰式。在此期间还访问了安特卫普。在返航时在从英国本土到马耳他这段航程中，浅间还测试了一些英国的新式无线电设备。
1903年4月10-30日，浅间参加了日本海军举行的大演习。1903年下半年，日俄之间围绕朝鲜和满洲地区的权益冲突愈演愈烈，战争已经迫在眉睫。12月下旬，日本海军将常備艦隊解散，重新编成为第一、二、三舰队，其中第一、第二舰队编组为联合舰队。浅间编入第二舰队第二战队（装甲巡洋舰编队），归于第二舰队司令长官上村彥之丞海军中将旗下。
1904年（明治37年）2月6日，联合舰队各队陆续出港。瓜生外吉海军少将指挥的第四战队负责保护日军在仁川（时称“濟物浦”）的登陆行动。在行前日军临时划拨浅间给第四战队（防护巡洋舰浪速、高千穗、明石、新高），以增强其战力。

### 日俄战争
1904年2月8日，第四战队与千代田在仁川港外会合。当天日军舰艇一度入港；由于朝鲜已经宣布中立，驻在仁川的各中立国军舰敦促日俄双方遵守国际法不在中立港口内进行战斗，日军巡洋舰遂退出至港外并占据了外出通道，封锁了港口。9日凌晨，日本方面正式向俄罗斯帝国宣战。11:40，瓦良格号及高丽人号开始起锚。12:20浅间与瓦良格号互相开火。浅间在交战中集中打击瓦良格号，至少命中两次，舰桥受损，并在水线下造成一个大洞，使瓦良格号进水倾斜。两艘俄舰不敌退回港内，高丽人号舰员引爆了弹药库，而瓦良格号打开阀门自沉。浅间在本次战斗中没有损伤记录。

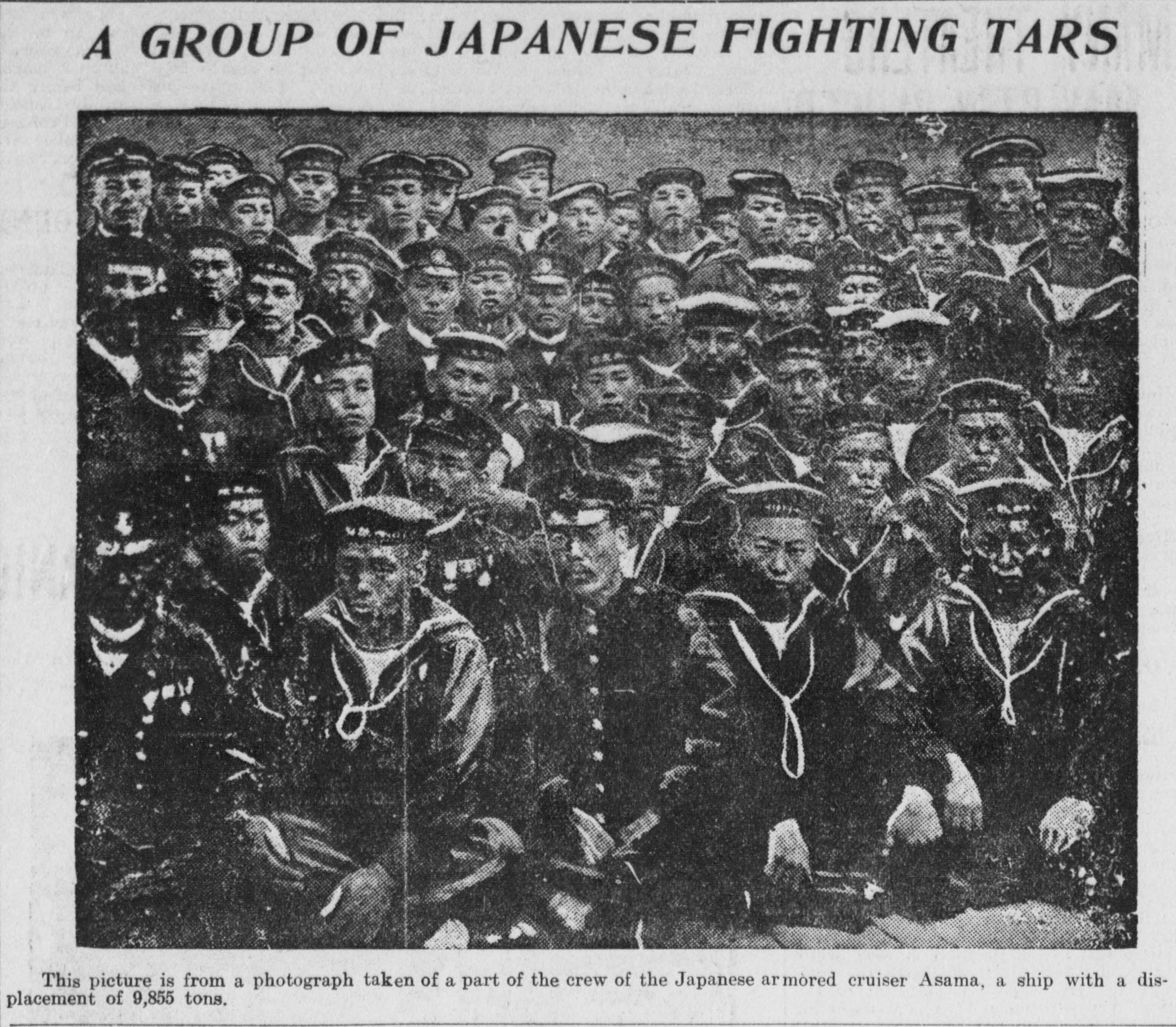
浅间号上的部分乘员，摄于1904年战争爆发前

仁川海战后，浅间回归上村的第二战队。2月20日日军准备着手第三次旅顺口攻击行动，同时首次试图堵塞港口航道。第二战队（第二舰队旗舰出雲、吾妻、淺間、八雲、常磐、磐手）参加了是次行动。24日第一、第二战队在港外进行间接射击。期间短暂地与巴扬号、阿斯科利德号等俄舰以及崂峍嘴炮台交战。因为双方距离非常远，日方难以直接观测到射击结果。
同年3月初，第二战队司令上村彥之丞海军中将受命对俄国在远东的另一个海军基地符拉迪沃斯托克（中文旧称“海參崴”）进行出击，以分散俄军驻扎在此地的太平洋舰队分队的注意力。3月6日，日军侦察了符拉迪沃斯托克港口一带的俄军舰只情况，随后日军的巡洋舰对港口进行了炮击，然而无甚成效。第二战队在返航的路上接到命令，要护送装载着近衛師團的船队到达朝鲜，然后再回旅顺与正在此地实施封锁行动的其他舰艇会合。任务完成后，八云、浅间两舰转入出羽重远海军少将旗下的第三战队，投入到日军对旅顺港的持续封锁中。。
6月23日，新任太平洋舰队司令威廉·维特捷夫特尝试率领旅顺分舰队突围，遭遇日军舰艇拦截后返航。当天浅间正好在去往旅顺口的路上，也参加了日军的行动。
1904年8月10日早上，旅顺分舰队再度尝试突围。浅间收到警报时，正在里长山群岛加煤；直到傍晚浅间才赶到战场找到第一战队，并跟随在其后。19时左右浅间一度向约9000米外、已经受创的俄国战列舰波尔塔瓦号发起攻击，但其发射的炮弹落在了波尔塔瓦号前。19:25多艘俄国巡洋舰赶到，俄舰在约7500米外对浅间发起了猛烈的射击。19:30山田彦八海军少将率领第五战队（旗下多为老旧的巡洋舰）赶来助战，但同时其他俄国战列舰也逐渐靠近，浅间只能脱离接触。
黄海海战以维特捷夫特战死、旅顺分舰队大部退回旅顺港内告终。当晚日军舰艇四处搜索四散的俄舰。12日出羽接到发现皇太子号踪迹的报告，于是率领八云、浅间、高砂和特务舰日本丸出发，12、13日都在胶州湾一带进行搜索。14日，出羽率队驶向青岛，在确认了德国方面已经将在皇太子号等舰扣留并解除武装后，返回里长山泊地
同年9月18日，两艘装甲巡洋舰浅间、磐手转归第一战队麾下。这一年晚些时候，日本陆军终于攻占了203高地，使得日军可以在高处用大口径榴弹炮对港内的俄军舰队进行射击，摧毁俄舰。因此东乡下令两舰返回日本进行整修。12月30日，浅间、吾妻两舰奉命前往津轻海峡。但随着俄国新组建的第二太平洋舰队逐渐逼近日本，日军重新召回两舰，并且重新加入第二战队。

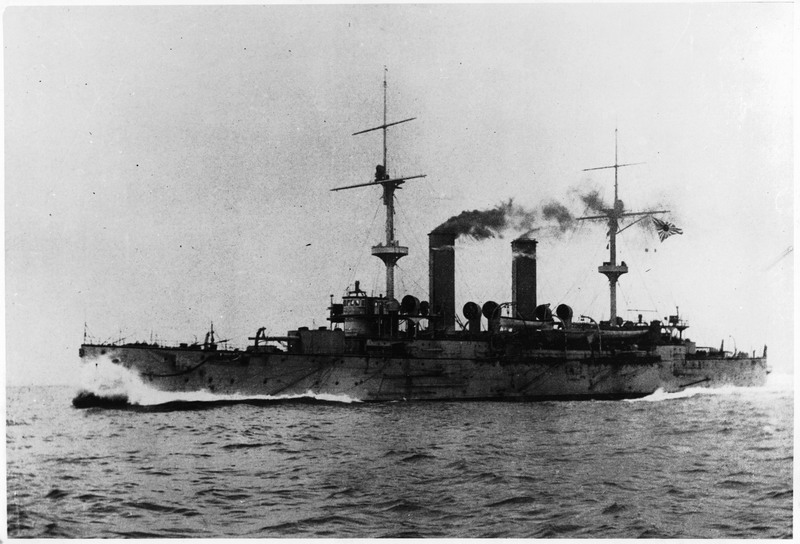
海上的浅间号，摄于约1904年

1905年5月27日，由齐诺维·罗杰斯特文斯基海军少将率领、从波罗的海出发的俄国第二太平洋舰队抵达对马海峡，对马海峡海战（日方称“日本海海战”）爆发。当天上村彦之丞接到发现俄舰踪迹的报告后，率领第二战队紧跟着第一战队出动（序列第二舰队旗舰出雲、吾妻、常磐、八雲、淺間、第二战队旗舰磐手）。14:05第一战队开火后，第二战队也向俄舰靠拢。14:20浅间开始对俄舰射击。14:27一发大口径炮弹命中浅间舵机，浅间被迫退出队列外进行抢修。14:34浅间抢修好舵机后全速前进，但在烟雾中完全找不到友舰。正在独自寻找队伍时，浅间突然遭到俄舰射击，浅间陷入苦战，此时正好遇到第一战队的反向单纵阵，于是顺势加入第一战队并排在队列最前面。15:50浅间发现第二战队，于是提速脱离第一战队试图回到第二战队队列内，但由于之前的中弹，舰艉受损进水，后部下沉5英尺，后部烟囱损坏，难以发挥全速，一直到17:05才总算追上队伍。17:30上村率领战队前去追击俄军巡洋舰，但没有成功。18:03上村放弃追击，率队往北返回，准备重新与日军主力舰会合。18:15第二战队发现数艘俄舰，殿后的为装甲巡洋舰纳希莫夫海军上将号。18:30第二战队在8000-9000米时向俄舰开火。由于当时战场混乱，能见度也不佳，无法确认日军巡洋舰舰队此番攻击的成果。19:30第二战队停止炮击，返回与东乡会合。当天浅间舵机受损，中间有一段时间单独航行，承受了俄舰密集打击，共受9发命中；舰长室和附近的中下层甲板仓库损毁严重，舷侧穿了个大洞，大浪从中涌入中层甲板，进水深至膝盖；全舰3人死亡，船匠长等13人受伤（另有来源称浅间的中弹记录包括3发305毫米炮弹，2发229毫米（9英寸）炮弹，以及7发口径小一些的炮弹；其中15:50时遭到一发6英寸炮弹命中，击穿了后部烟囱，影响了后部锅炉的通风。浅间上的乘员花了20分钟抢修。船上伤亡情况则是11人阵亡，13人负伤。）。
当晚浅间的进水情况一直在恶化。次日06:30，浅间需要停机进行抢修，用了约一个小时进行应急处置。到了凌晨，日军在追击中发现了残存的俄舰主力，遂于10:30前后展开攻击。日军利用速度和射程优势在俄舰的射程外进行攻击，俄舰被动挨打之下，第二太平洋舰队代理司令尼古拉·涅鲍加托夫海军少将不得已向日军投降。18:00，日军发现了俄国的老式装甲巡洋舰迪米特里·顿斯科伊号。第四战队对其展开了围攻，浅间也赶过去进行支援。浅间直到晚上才与第四战队会合，而迪米特里·顿斯科伊号已经逃入浅水区域。次日凌晨，日军终于发现了迪米特里·顿斯科伊号。迪米特里·顿斯科伊号的船员大部分已经撤离，剩下的人正准备炸毁军舰。日本人曾经尝试捕获这艘俄舰，但不久德米特里·顿斯科伊号就倾覆沉没。
同年5月30日，浅间回到舞鶴海軍工廠进行修理。9月15日，浅间赶赴东京湾，作为明治天皇的御召舰参加了10月23日举行的大观舰式。

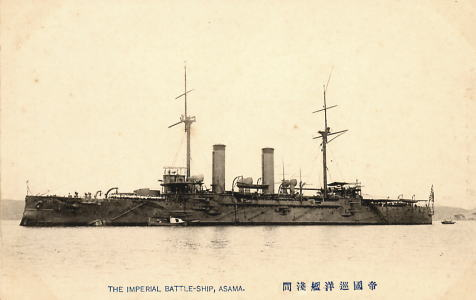
一张日本明信片上描绘的锚泊中的浅间号，摄于1904年以后

### 第一次世界大战
1908年，浅间参加了当年举行的大演习以及同时举行的大观舰式。
1914年，第一次世界大战爆发，日本加入了协约国阵营，也投入到这场战争中。1914年9月14日，日本方面编组成第一南洋支队，包括浅间在内的各舰从横须贺出发，南下至玻里尼西亞一带搜寻德国馬克西米連·馮·施佩海军少将率领的東亞分艦隊。同年10月25日，浅间脱离编队，与战列舰肥前号（原俄国列特维赞号）一同前往夏威夷的檀香山搜捕德国无防护巡洋舰兀鹰号。11月8日，协约国海军捕获了兀鹰号，两舰改为前往下加利福尼亞州的马格达莱纳湾，当月22日抵达，与已经在那里的美洲远征支队（由英日共同组建的舰队，主要在美洲西海岸巡逻）的其他舰艇会合。其后支队开始沿着美洲西海岸进行巡逻，以搜索德国的破袭舰。同年12月8日，英国舰队在福克兰群岛海战中击败了施佩率领的舰队；11日，支队收到了这个捷报，于是北上搜索中美洲一带的西海岸，次年1月，继续北上至墨西哥和美国一带进行搜索。
1915年1月28日，浅间搜索了馬薩特蘭地区，然后前往下加利福尼亞州的圣巴尔托洛梅湾（Puerto San Bartolomé）。那里人烟稀少，水深很浅，不过浅间舰长八代六郎海军大佐打算在搜索之余，也在那里给自己的军舰加煤。1月31日，浅间在海湾入口处撞上了一块海图上没有标注出来的暗礁，整艘船被卡住不能动弹。这次撞击在船身上造成了一个大洞，初步估计有约15米长。海水淹没了锅炉室，而引擎室水深则达到了1米多。浅间上的船员曾经试图自行脱困，但尝试终告失败，船员们只能卸下补给品，并用小锚把船给固定住，免得船底的破洞越来越大。当天晚上加煤船博因河号抵达附近，但这种状况下也不用再给浅间加煤了。浅间自己已经动力全失，而博因河号又缺乏无线电设备，只能让博因河号到聖地牙哥跑一趟，把事故的消息传给日本有关方面。
同年2月12日，支队司令森山庆三郎海军少将乘旗舰出雲来到事发地，他要求日本方面立即派出救援和维修用船只前来。3月18日，防护巡洋舰千岁和补给船湖南丸（Konan Maru）赶到，次日浅间的姊妹舰常磐和维修船镰仓丸也赶到事故现场。栃内曾次郎海军中将乘常磐抵达当地，换下了森山，让森山返回日本。3月24日，维修船关东号到达现场，随船还有250名从橫須賀海軍工廠赶来的技工人员，救援工作总算可以真正展开。到4月14日为止，救援人员共移除了浅间上约1600吨的材料，进一步的调查显示前部锅炉舱的船底有着约7.8米x1米的大洞，而后部锅炉舱的孔洞约2米x0.2米。正因为船底破损如此严重，抢救的人员们即使已经泵出了6700多吨海水，但依然没能彻底排干积水。5月8日，人们趁着涨潮终于成功地把浅间给浮起来。但此时浅间依然处于瘫痪状态。
修理工作又持续了3个月，人们才勉强让浅间可以进行航行。8月21日，浅间在海湾外测试了水密隔艙；两天后浅间在千岁、关东两艘舰船的护送下，以6节的航速前往加拿大不列颠哥伦比亚的埃斯奎莫爾特。在这段航程中，浅间依然需要每小时泵出700-800吨海水。在埃斯奎莫爾特的海军基地里进行了一番临时修理后，10月23日启程返回横须贺，此时每小时需要泵出的海水减少到了100吨。12月18日，浅间终于抵达横须贺；两天后大正天皇在皇宫内接见了浅间上的军官。
返港后浅间立即进行了大修，除了修复船底之外，舰上的锅炉也换成了16座宫原式水管锅炉，另外也拆除了舰艏鱼雷发射管。这一连串作业一直持续到1917年3月方告结束。

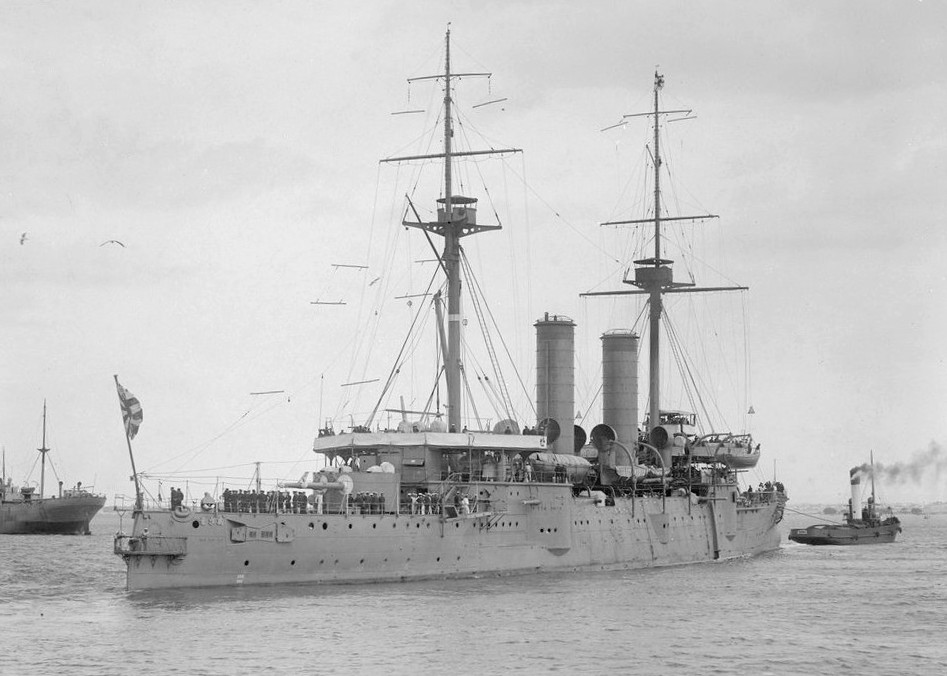
正在由拖船拖曳到澳大利亚外海的浅间号，摄于1923-1935之间

1917年4月13日，浅间获指定为第2水雷战队（以驱逐舰为主力的舰队）旗舰。同年8月4日，指定解除；8月25日，转为训练舰。
1918年3月2日，浅间、磐手两舰一同进行远洋航行训练，出访了美洲中、北部地区西海岸、夏威夷以及太平洋中部等地。7月6日，两舰返回。

### 一战后至结局
一战结束后，浅间主要作为训练舰使用。1920年8月21日，浅间启程前往南美和波利尼西亚进行远洋航海训练，1921年4月2日返抵日本。
1921年9月1日，日本海军将浅间的舰艇类别变更为一等海防舰。
1922年，浅间接受了一次比较大幅度的改装，拆除了主甲板上的所有火炮（包括6门152毫米炮、4门76毫米炮和全部47毫米速射炮），而改为安装一门三年式40倍径80毫米高射炮。同年6月26日，浅间再度恢复远洋航行训练，一般以两年为间隔，其航迹遍及澳大利亚、东南亚和地中海。
1935年10月9日，其时已经在吴警备战队辖下的浅间加入吴镇守府大阪湾警备演习部队，当天出发，次日抵达大阪。10月12日演习开始；13日演习结束，浅间返回吴港。10月14日02:36，浅间在深夜航行中，于广岛湾仓桥岛南端、来岛海峡西北偏北处触礁，距离白石灯塔只有300米。浅间的中部卡在了岩石上，船体产生弯折。救援人员为了防止浅间整艘船被折断，以及增加浮力，用起重机船将舰上的前后主炮塔、7门152毫米炮、两门76毫米炮吊离。10月19日，浅间返抵吴港。随后浅间在吴海军工厂接受维修，不过有关方面认为这艘船已经不再适用于航行。
1938年7月5日，浅间转为系留训练船，用于吴镇守府的吴海军陆战队的训练任务。
1942年7月1日，太平洋战争期间，考虑到浅间龙骨受到了损伤，而且也已经相当老旧，日本海军将浅间的舰艇类别重新变更为练习特务舰，拆除了大部分武器，只保留了若干三年式80毫米高射炮，作为校舍使用。舰上的武器包括。同年8月5日，浅间由拖船拖曳至下关市，在那里用作炮术训练舰。

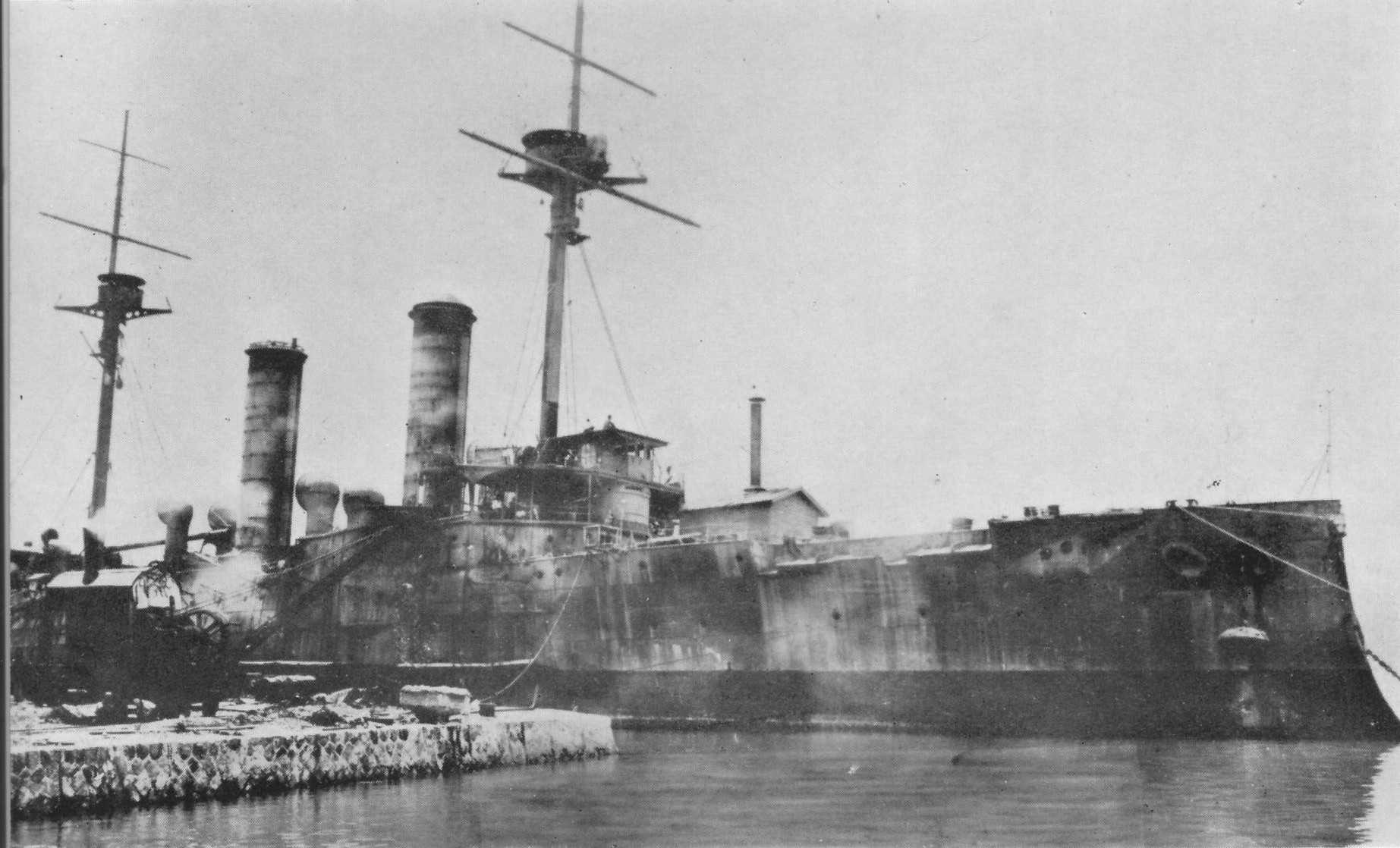
浅间号，摄于1946年8月25日

1945年11月30日，日本方面将浅间从军舰名录中除籍。
1946年8月15日，浅间在日立造船的因島船厂里进行拆解。1947年3月25日，拆解作业完毕。

## 历任舰长
下表系根据《日本海軍史》第9、10卷《将官履歴》，以及《官報》进行整理。

### 返航委员长
- 島崎好忠 海军大佐：1897年12月1日 - 1898年6月24日

### 舰长
- 島崎好忠 海军大佐：1898年6月24日 - 1899年6月17日
- 向山慎吉 海军大佐：1899年6月17日 - 1900年5月20日
- 細谷資氏 海军大佐：1900年5月20日 - 1901年3月13日
- 中尾雄 海军大佐：1901年3月13日 - 1903年1月12日
- 寺垣猪三 海军大佐：1903年1月12日 - 7月7日
- 八代六郎 海军大佐：1903年7月7日 - 1905年12月12日
- 小泉鑅太郎 海军大佐：1905年12月12日 - 1906年11月22日
- 宮地貞辰 海军大佐：1906年11月22日 - 1907年9月28日
- 野間口兼雄 海军大佐：1907年9月28日 - 12月10日
- 伊藤乙次郎 海军大佐：1907年12月10日 - 1908年5月15日
- 山澄太郎三 海军大佐：1908年5月15日 - 12月10日
- 田中盛秀 海军大佐：1908年12月10日 - 1909年5月22日
- 山本竹三郎 海军大佐：1909年5月22日 - 1910年4月9日
- 田中盛秀 海军大佐：1910年4月9日 - 1911年5月23日
- 松冈修藏 海军大佐：1911年5月23日 - 10月25日
- 磯部謙 海军大佐：1911年10月25日 - 12月1日
- 平賀德太郎 海军大佐：1913年5月24日 - 1914年8月23日
- 吉冈范策 海军大佐：1914年8月23日 - 1916年1月10日
- 白石直介 海军大佐：1916年7月15日 - 12月1日
- 内田虎三郎 海军大佐：1916年12月1日 - 1918年7月17日
- 古川弘 海军大佐：1918年7月17日 - 1919年3月27日
- 青木董平 海军大佐：1919年3月27日 - 7月14日
- 今泉哲太郎 海军大佐：1919年7月14日 - 11月20日
- 小山田繁藏 海军大佐：1919年12月1日 - 1921年11月20日
- 白石信成 海军大佐：1921年11月20日 - 1923年3月1日
- 米村末喜 海军大佐：1923年3月1日 - 1924年4月15日
- 七田今朝一 海军大佐：1924年4月15日 - 1925年4月20日
- 今川真金 海军大佐：1925年4月20日[52] - 1925年11月20日[53]
- 山口延一 海军大佐：1925年11月20日 - 1926年6月15日
- 加島次太郎 海军大佐：1926年6月15日[54] - 1926年12月1日[55]
- 藤吉唆 海军大佐：1926年12月1日 - 1927年12月28日
- 古川良一 海军大佐：1927年12月28日[56] -
- 下村敬三郎 海军大佐：不詳 - 1928年12月10日[57]
- 日比野正治 海军大佐：1928年12月10日 - 1929年12月24日
- 中島直熊 海军大佐：1929年12月24日[58] - 1930年11月15日[59]
- 原田文一 海军大佐：1930年11月15日[59] - 1931年2月1日[60]
- 糟谷宗一 海军大佐：1931年2月1日 - 1932年12月1日
- 太田泰治 海军大佐：1932年12月1日 - 1934年8月20日
- 大川内傳七 海军大佐：1934年8月20日 - 1935年8月1日
- 若木元次 海军大佐：1935年8月1日[61] - 1935年11月15日[62]
- 小桥义亮 海军大佐：1935年11月15日[62] - 1936年12月1日[63]
- 桥本爱次 海军大佐：1936年12月1日[63] -

## 同级舰
- 常磐號裝甲巡洋艦